# Provisorische Regierung (Estland)
Die Provisorische Regierung der Republik Estland regierte als estnische Exekutive vom 24. Februar 1918 bis 8. Mai 1919 und führte Estland in die Unabhängigkeit von Sowjetrussland.

## Erste Provisorische Regierung
Im Machtvakuum des Ersten Weltkriegs mit der zusammengebrochenen zaristischen Ordnung in Russland, dem Rückzug der russischen Truppen aus dem Baltikum und dem Vorrücken der deutschen Armee bildete sich am 24. Februar 1918 die Provisorische Regierung der Republik Estland. Am selben Tag war die Unabhängigkeit der Republik Estland ausgerufen worden.
Die Provisorische Regierung wurde vom sogenannten estnischen Rettungskomitee (estnisch: Eestimaa Päästekomitee) ins Leben gerufen, das vom Provisorischen Landtag des Estnischen Gouvernements (estnisch: Eestimaa Kubermangu Ajutine Maanõukogu) mit Erlass vom 19. Februar 1918 als exekutives Organ ins Leben gerufen worden.
Der Provisorischen Regierung gehörten als Mitglieder an:
1. Konstantin Päts, Vorsitzender des Ministerrates, Innenminister, Handels- und Industrieminister
2. Jüri Vilms, Stellvertretender Vorsitzender des Ministerrates, Gerichtsminister
3. Jaan Poska, Außenminister
4. Juhan Kukk, Finanz- und Schatzminister
5. Jaan Raamot, Landwirtschafts- und Ernährungsminister
6. Andres Larka, Kriegsminister
7. Villem Maasik, Arbeits- und Sozialminister
8. Ferdinand Peterson, Verkehrsminister
9. Peeter Põld, Bildungsminister

Drei für Angehörige der deutschen, russischen und schwedischen Minderheit vorgesehene Ministerposten blieben zunächst vakant.
Einen Tag nach Bildung der Provisorischen Regierung, am 25. Februar 1918, marschierten deutsche Truppen in Tallinn ein. Die estnische Regierung ging in den Untergrund. Regierungschef Konstantin Päts wurde bis zum 11. November 1918, dem Zusammenbruch des Deutschen Kaiserreichs, von den deutschen Behörden in einem Internierungslager gefangengehalten.

## Zweite Provisorische Regierung
Am 12. November 1918 bildete sich die zweite Provisorische Regierung. Konstantin Päts wurde Ministerpräsident und Innenminister. Am selben Tag wurden durch Regierungsbeschluss die estnischen Streitkräfte offiziell ins Leben gerufen. Am 27. November 1918 wurde durch eine Regierungsumbildung Konstantin Päts zusätzlich Kriegsminister. Einen Tag später brach der sogenannte Estnische Freiheitskrieg gegen Sowjetrussland (28. November 1918 bis 2. Februar 1920) aus.
Die Tätigkeit der zweiten Provisorischen Regierung endete am 8. Mai 1919 mit der Vereidigung der ersten regulären estnischen Regierung unter Otto Strandman.